# Handlovka
 (mai 2025).
Si vous disposez d'ouvrages ou d'articles de référence ou si vous connaissez des sites web de qualité traitant du thème abordé ici, merci de compléter l'article en donnant les références utiles à sa vérifiabilité et en les liant à la section « Notes et références ».
La Handlovka (prononciation slovaque : [ˈɦandlɔu̯ka]) est une rivière du centre de la Slovaquie et un affluent de la Nitra, donc un sous-affluent du Danube via le Váh.
Longue de 32 km, elle prend sa source dans les monts Vtáčnik, plus précisément près du sommet Biela skala (sk). Elle se jette dans la Nitra entre Opatovce nad Nitrou et Nováky.